# Elafrozaur
Elafrozaur (Elaphrosaurus) – rodzaj teropoda z grupy ceratozaurów (Ceratosauria).
Żył w okresie późnej jury (150–145 mln lat temu) na terenach centralnej Gondwany (dziś Afryka). Długość ciała do 6 m, wysokość 2 m, masa ok. 200 kg. Jego szczątki znaleziono w Tanzanii. Był to stosunkowo smukły dinozaur, sylwetką przypominający nieco rodzaj Coelophysis. Przy długości sześciu metrów Elaphrosaurus był też wyjątkowo niski. Prawdopodobnie umiał szybko biegać. Pozycja systematyczna jest niepewna, jednak prawdopodobnie to ceratozaur. Pojawiły się sugestie o pokrewieństwie z noazaurydami. Bliższe określenie taksonomii jest na razie niemożliwe, brak wśród szczątków kluczowego elementu – czaszki, która zawsze jest cennym źródłem informacji o pozycji systematycznej dinozaura i zwyczajach żywieniowych. Elaphrosaurus kiedyś był uważany za pierwszego strusiokształtnego dinozaura (Ornithomimosauria).

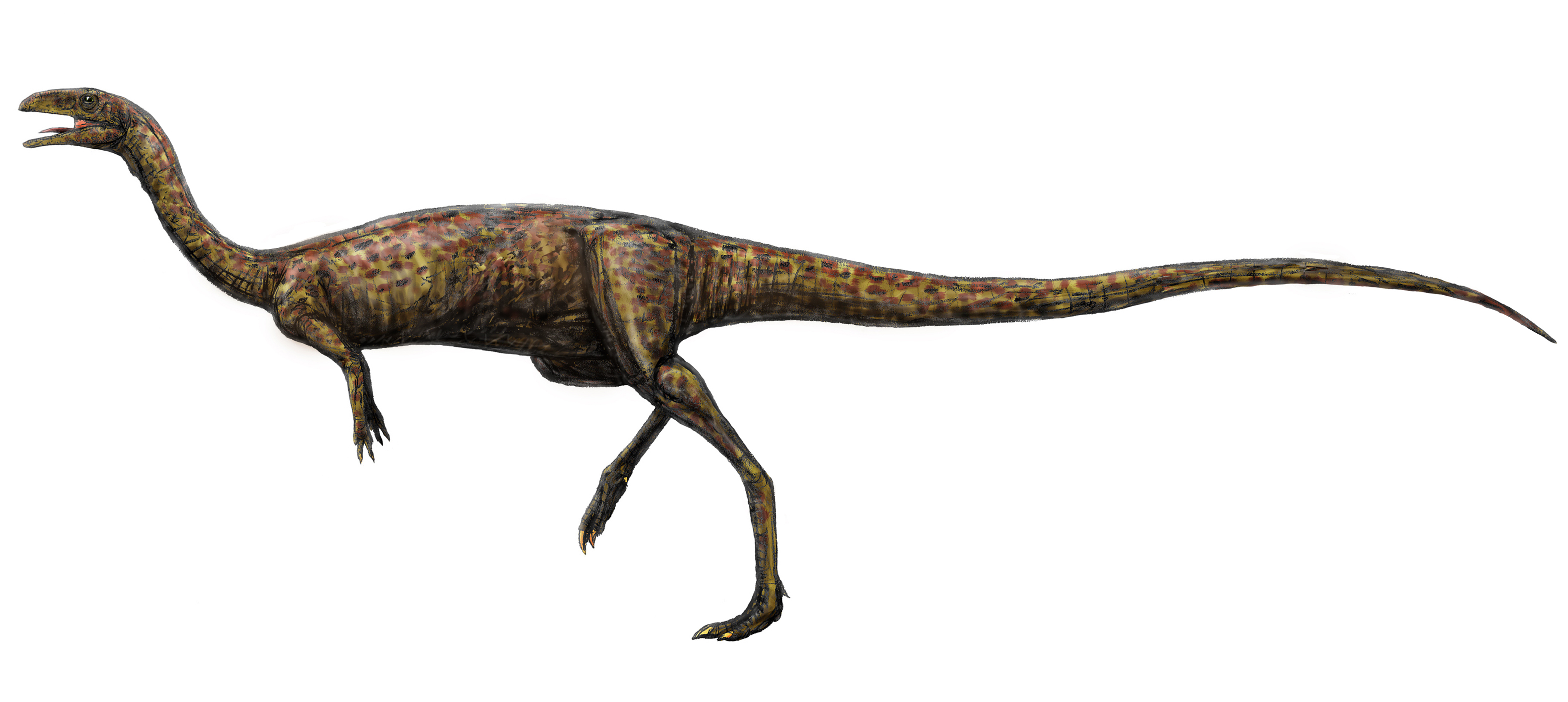
Elaphrosaurus bambergii

## Opisy gatunków
- Elaphrosaurus bambergi – gatunek typowy opisany przez Janenscha w 1920 roku na podstawie niekompletnego szkieletu odkrytego w lożce Tendaguru. Naukowcy twierdzą, że gatunek ten występował również w Ameryce Północnej, ponieważ odkryto tam odizolowaną kość barkową bardzo podobną do kości tego gada, obecnie znaną pod nazwą Elaphrosaurus sp (1).

- Elaphrosaurus iguidiensis – choć skamieniałości tego wczesnokredowego (125–99 Ma) gatunku odnajdywane były w kilku różnych krajach, są jednak bardzo skąpe i dlatego gatunek ten uważany jest obecnie za nomen dubium (nazwę niepewną). Gatunek ten opisał w 1960 roku Lapparent na podstawie kości kończyn i kręgów znalezionych w Libii, Nigrze i Algierii.

- Elaphrosaurus gautieri – gatunek ten opisał również francuski paleontolog Albert Felix de Lapparent w 1960 roku. Holotyp tego gatunku odkryty we wczesnokredowych osadach Tunezji i Nigru składa się z kręgu szyjnego (80mm), trzech kręgów piersiowych (50 mm, 70 mm i 80 mm), trzech kręgów sakralnych, trzech kręgów ogonowych (80 mm, 85 mm), kości barkowej (200 mm), kości łonowej, kości udowej, niekompletnej piszczeli oraz strzałki, czterech kości śródstopia i kości łokciowej (300 mm). W 2004 roku Sereno, Wilson i Conrad stwierdzili, że gad ten powinien zostać przypisany do całkiem nowego rodzaju, dlatego opisali szczątki ponownie jako Spinostropheus gautieri.

- ?Elaphrosaurus philtippettorum – nazwa nadana nowemu gatunkowi elafrozaura bez formalnego opisu (nomen nudum) w 1995 roku przez Pickeringa. Okaz typowy USNM 5737 odesłany do okazu USNM 8414-841. Materiał kopalny to kość ramienna, kość piszczelowa i śródstopie. Szczątki pochodzą z formacji Morrison, ze stanu Kolorado.

- Elaphrosaurus sp (1) – prawdopodobnie szczątki późnojurajskiego gatunku elafrozaura, E. bambergi, odkryte jednak w osadach amerykańskiej formacji Morrison. Chure (2001) w raporcie w sprawie DMNH 36284, piszczeli E. bambergi znalezionej w 1992 roku przez Bryana Smalla, stwierdził, że wszystko składa się jak na razie na potwierdzenie tezy wysuniętej przez Galtona w 1982 roku.

- Elaphrosaurus sp (2) – prawdopodobnie szczątki jednego z afrykańskich, wczesnokredowych (112-99Ma) gatunków elafrozaura odkryte w osadach formacji Tagana, leżącej w prowincji Kasr-es-Souk w Maroku. Obecnie uważany za przedstawiciela Theropoda incertae sedis i za nomen dubium.